# Golfo de Arta
O golfo de Arta, também conhecido como golfo ambraciano ou golfo de Áccio (em grego:  Αμβρακικός κόλπος), é um golfo do mar Jônico no noroeste da Grécia. Possui cerca de 40 km comprimento e 15 km de largura, é um dos maiores golfos fechados da Grécia, e, devido à sua importância ecológica, é um dos parques nacionais da Grécia. As cidades de Preveza, Anfiloquia e Vonitsa ficam em suas margens.

## Etimologia
Seu nome tem origem na cidade de Arta, localizada em suas margens. O nome alternativo se origina a partir da antiga colônia de Ambrácia, localizada no mesmo local da moderna Arta.

## Geografia

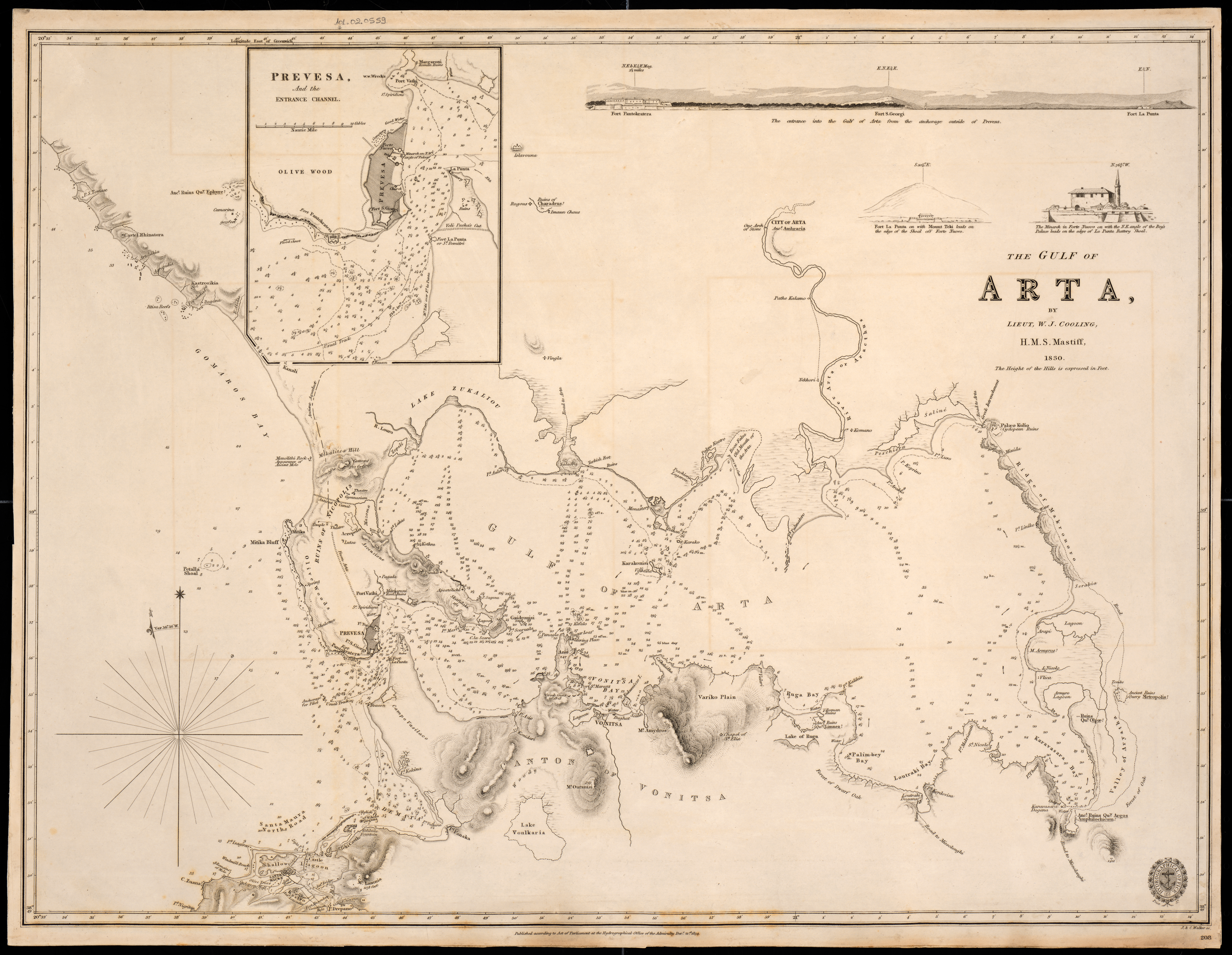
Mapa detalhado do golfo de Arta, desenhado por W. J. Cooling do Almirantado Britânico em 1830

A entrada para o golfo é por um canal largo de 700 m entre Áctio (antiga Áccio) no sul e Preveza no norte; um túnel rodoviário recente liga os dois. O golfo é bastante raso, e sua costa norte é quebrada por numerosos pântanos, grandes partes dos quais formam um sistema de estuário. Os rios Luro e Aracto (ou Arta) desaguam nele; por esta razão é mais quente e menos salgado que o mar Jônico, e uma corrente flui do golfo para o mar. É rico em tainha, linguado e enguia, e também é muito famoso pela variedade local de camarões grandes (gabari, em grego:  γάμπαρη). Tartarugas marinhas e golfinhos aparecem regularmente, e contém lagoas muito importantes para as aves.

## História
O golfo ambraciano foi o local da Batalha de Áccio, na qual as forças de Augusto derrotaram as de Marco Antônio e Cleópatra. Da independência grega ( Tratado de Constantinopla) até a Segunda Guerra Balcânica (Tratado de Bucareste), o golfo fazia parte da fronteira entre o Reino da Grécia e o Império Otomano.
Os restos de inúmeras cidades antigas jazem em suas margens: Áccio na entrada, onde a famosa Batalha de Áccio foi travada em 31 a.C.; Nicópolis, Argos Ípato, Limneia e Ólpas.

## Transporte
Desde 2002, os lados norte e sul da foz do golfo estão ligados pelo túnel submarino Áctio-Preveza. O túnel encurta muito a distância de viagem através do golfo, que costumava ser possível apenas por balsa. O Aeroporto Internacional de Áctio (código do aeroporto PVK) é construído perto da entrada do golfo e serve a região.